# 부여주
부여주(夫餘酒, ?~?)는 백제의 왕족으로 알려져 있는 인물이다. 353년 기각숙니가 백제의 국도를 나누어 향토의 소출을 기록할 때 주군이 무례했으므로 왜에 압송했다고한다. 주군(酒君) 또는 주왕(酒王)으로 불리기도 한다.

## 개요
삼국사기와 삼국유사에는 등장하지 않으며, 일본서기, 신찬성씨록에 등장한다. 신찬성씨록에 의하면 부여주는 구이신왕의 아들이라 한다. 일본서기에선 주군으로 기록하고 있다. 오사카만에 주군의 무덤인 주군총이 있다. 그리고 바로 옆엔 함께 매사냥을 다녔을 정도로 가까웠던 닌토쿠왕의 능이 있다. 또, 그 옆에는 닌토쿠왕의 아버지로 알려진 오진왕의 무덤인 곤다야마 고분도 있다.
신찬성씨록에 그의 후손은 백제공(百済公) 및 육인부련(六人部連)이라는 성씨를 사성받았다고 기록되어 있다. 한편 백제공(百済公)은 본래 귀실(鬼室)씨이고 문주왕의 후손이였다는 기록도 있다. 주군은 문주왕과 가까운 인물로 추정되나 정확한 촌수 확인은 어렵다.

## 같이 보기
- 아스카베 신사(곤지 신사)
- 아스카베 천총
- 이치츠카 고분군(도래 백제인의 군집묘)
- 이시부타이 고분(소가노 우마코의 무덤)
- 아스카 사(일본의 최초사찰)
- 오미아시 신사
- 니이자와 천총
- 109호분
- 173호분